# Loredana Lipperini
Loredana Lipperini (Roma, 14 novembre 1956) è una scrittrice, giornalista e conduttrice radiofonica italiana.

## Biografia
Scrittrice, giornalista, conduttrice radiofonica, dal 1990 al 2018 ha scritto sulle pagine culturali de La Repubblica ed è stata fra i conduttori di Fahrenheit su Radio Tre fino al 28 giugno 2024 quando ha annunciato il suo addio alla trasmissione per pensionamento.. In precedenza ha diretto giovanissima l'agenzia di stampa Notizie Radicali ed è stata fra le prime voci di Radio Radicale, passando poi a Radio Rai, per la quale ha condotto numerosi programmi di musica classica e cultura. 
Come giornalista ha collaborato e collabora, negli anni, a riviste e quotidiani come Sipario, La Stampa, Pianotime, Il Giornale della Musica, l'Unità, Il Secolo XIX, Il Venerdì, L'Espresso, su cui ha una rubrica fissa.
Dal 2004 ha un blog che si chiama Lipperatura, dove scrive di attualità e cultura. 
Dal 2024 coproduce con Emons e conduce il podcast Cose (molto) preziose, sulle novità letterarie e sui libri da recuperare. 
Dal 2014 è direttrice artistica del Festival letterario "Gita al faro" a Ventotene e dal 2016 del festival invernale a Macerata "I giorni della merla" insieme a Lucia Tancredi. Per sette anni ha fatto parte del gruppo di consulenti editoriali di Nicola Lagioia, direttore artistico del Salone del Libro di Torino.
Dal 2015 tiene un corso di letteratura fantastica alla Scuola Holden di Torino e, fino al 2018, presso "Bottega Finzioni" di Bologna: oltre a cicli di lezioni on line, ha firmato la prefazione di On writing di Stephen King e ha curato l'antologia di racconti Il Bazar dei brutti sogni. Nel 2021 ha curato anche un'antologia di racconti fantastici, Le scrittrici della notte (edito da Il Saggiatore), che include i testi di autrici italiane che possono rientrare nella definizione di "gotico".
Dal 2007 al 2008 ha fatto parte della giuria del Best of Show, il premio ludico assegnato ogni anno da Lucca Games. È anche stata nella giuria del Premio Letterario Pinuccio Tatarella Città di Bari, del Premio Arte di parole, del premio Pozzale Luigi Russo, del premio Procida Isola di Arturo Elsa Morante, del premio Mondello 2016, del Premio Scerbanenco. È nella giuria del premio Biella Letteratura e Industria, è presidente di giuria del premio Lattes Grinzane, ed è fra gli Amici della Domenica del Premio Strega.
Per la televisione ha condotto Confini su Rai 3 e una rubrica fissa su L'altra edicola di Rai 2. Come autrice ha firmato la sigla finale della prima edizione di Pinocchio di Gad Lerner su Rai 1, è stata consulente di Milleunteatro (sempre per Rai 1), ha scritto le due serie del programma di scienza per ragazzi Hit Science , la striscia settimanale Mammeinblog e ha scritto con Raffaella Carrà, Sergio Japino e Caterina Manganella Il gran concerto, in onda su Rai 3.
Nel 2024 è stata premiata con il Drago d'oro per la Letteratura per l'impegno profuso a diffondere la letteratura fantastica in Italia,  e riceve il Premio Emilio Lussu alla carriera.

### Lara Manni
Lara Manni è un eteronimo utilizzato da Loredana Lipperini per la pubblicazione di alcune opere di letteratura fantastica. Nel maggio 2009 Feltrinelli pubblica il suo romanzo gotico Esbat, nato come Fanfiction del manga Inuyasha, pubblicato online nel 2007 a firma di Lara Manni, presentata come romana, classe 1976, con un blog attivo dalla primavera del 2008. Nel 2011 Fazi pubblica Sopdet - La Stella della Morte e, l'anno dopo, Tanit - La Bambina Nera, ultimi due volumi della trilogia iniziata con Esbat.
Il blog di Lara Manni ha cessato di essere aggiornato dal marzo 2012. Nel novembre 2014, nel libro Questo trenino a molla che si chiama il cuore e in un'intervista al Venerdì di Repubblica, Loredana Lipperini ha confermato che Lara Manni era un suo eteronimo.

## Opere

### Saggi
- Invito all'ascolto di Johann Sebastian Bach, Mursia, 1984 ISBN 8842525812
- Mozart in rock, Sansoni, 1990 ISBN 883831151X , ristampato da Net, 2006, ISBN 8851522715
- Generazione Pokémon, Castelvecchi, 2000 ISBN 9788882102494
- La notte dei blogger, Einaudi Stile Libero, 2004 ISBN 9788806171995
- Don Giovanni, Editori Riuniti, 1987, Castelvecchi 2006 ISBN 8876151176
- Ancora dalla parte delle bambine, Feltrinelli, 2007 ISBN 9788807171390
- Non è un paese per vecchie, Feltrinelli, 2010 ISBN 8807171945
- Di mamma ce n'è più d'una, Feltrinelli, 2013 ISBN 8807172518
- con Michela Murgia, «L'ho uccisa perché l'amavo». Falso!, Laterza, 2013 ISBN 8858107306

### Libri scritti con Giovanni Arduino
- Giovanni Arduino e Loredana Lipperini, Morti di fama. Iperconnessi e sradicati tra le maglie del web, Corbaccio 2013 ISBN 8863806233
- Giovanni Arduino e Loredana Lipperini, Schiavi di un dio minore, UTET, 2016 ISBN 8851134936
- Giovanni Arduino e Loredana Lipperini, Danza macabra, Bompiani, 2021

### Romanzi e racconti
- Questo trenino a molla che si chiama il cuore, Laterza, 2014 ISBN 8858113640
- L'arrivo di Saturno, Bompiani, 2017 ISBN 9788845292767.
- Magia nera, Bompiani, 2019, premio selezione Ceppo 2020
- La notte si avvicina, Bompiani, 2020 ISBN 9788830104594
- Nome non ha (con Elisa Seitzinger), Hacca, 2021
- Roma dal bordo, Bottega Errante Edizioni, 2022
- La strada giusta, Tetra, 2023
- Il segno del comando, RaiLibri, 2024

### Libri per ragazzi
- Pupa, illustrazioni di Paolo d'Altan, Rrose Sélavy 2013 ISBN 978-8890797033, premio selezione Cento 2015
- Il senzacoda , illustrazioni di Stefano Tambellini, Salani 2022
- Il re dei mostri, illustrazioni di Stefano Tambellini, Salani 2024

### Teatro e drammaturgia
- La piccola magia, 2017, Teatro Diego Fabbri, Forlì
- Il racconto dell'ancella da Margaret Atwood, adattamento radiofonico per Rai Radio3, con Viola Graziosi, 2018
- La camera di sangue da Angela Carter, adattamento radiofonico per Rai Radio3, 2019
- Intervista impossibile a Francesca da Rimini, con Viola Graziosi, 2021

### Podcast
- Omissis - Graziella De Palo, una storia italiana, RaiPlay Sound, 2022
- Giorgiana. 12 maggio 1977, Raiplay Sound, 2023

### Audiolibri
- L'incubo di Hill House di Shirley Jackson, traduzione di Monica Pareschi, emons:, 2021
- Abbiamo sempre vissuto nel castello e La Lotteria di Shirley Jackson, traduzione di Monica Pareschi, emons:, 2022
- L'ho uccisa perché l'amavo, di Loredana Lipperini e Michela Murgia, emons; 2024

## Opere firmate come Lara Manni
- Esbat. Feltrinelli, 2009.
- Sopdet - La Stella della Morte. Fazi, 2011.
- Tanit - La Bambina Nera. Fazi, 2012
- Lady Lazar in "Nessuna più". Elliot, 2013